# Nordfriisk Instituut
54°37′0.28″N 8°57′53.92″Ø / 54.6167444°N 8.9649778°Ø
Nordfriisk Institut eller Nordfrisisk Institut i Bredsted i det vestlige Sydslesvig er den centrale institution for nordfrisernes kultur, sprog og historie. Institutet har til huse i Bredsteds tidligere folkeskole.
Institutet i Bredsted blev etableret i 1964 som resultat af frisernes nationale splittelse. Allerede i 1948 blev Foreningen Nordfrisisk Institut dannet for at skabe et neutralt frisisk institution, som kunne bidrage til overvindelse af konflikten mellem tysksindede og nationale og dansksindede frisere. 
Institutet har et bibliotek og et eget forlag, som udgiver institutionens videnskabelige publikationer. Hvert år udgives den nordfrisiske årbog og flere numre af tidskriftet Nordfriesland. I 2018 blev den interaktive udstilling Nordfriisk Futuur (på dansk Nordfrisisk Fremtid) i en moderne sidebygning indviet. Udstillingen skal synliggøre det nordfrisiske mindretal og institutets arbejdsområder for et større publikum. Den interaktive udstilling består af forskellige tema-øer med bevægelige elementer, korte film og frisiske lydoptagelser.
Institutes direktor var de første år Vilhelm Tams Jørgensen. 1987 overtog Thomas Steensen og i 2018 endelig Christoph G. Schmidt ledelsen.
Institutes hovedemner er:
- Nordfrisisk sprog og litteratur
- Nordfrisisk historie og kulturhistorie
- Nordfrisisk udvandring
- Bibliotek og arkiv